# Miroslav Petr
Miroslav Petr (* 23. dubna 1978) je český rekreolog, kinantropolog a vysokoškolský učitel, od roku 2022 děkan Fakulty tělesné výchovy a sportu Univerzity Karlovy (FTVS UK). 

## Životopis
Narodil se v dubnu 1978. V letech 1997 až 2002 studoval tělesnou výchovu a sport na Univerzitě Karlově a získal magisterský titul. Navázal doktorským studiem kinantropologie, které úspěšně absolvoval v letech 2003 až 2007, a získal tak titul Ph.D. Během doktorského studia zároveň působil jako asistent na Katedře atletiky FTVS UK. V roce 2008 se po absolvování rigorózního řízení stal doktorem filozofie v oboru tělesná výchova a sport. Od listopadu 2008 do února 2010 působil Petr jako odborný asistent výzkumu ve společnosti GHC Genetics. V září 2010 začal pracovat na Fakultě tělesné výchovy a sportu Univerzity Karlovy, konkrétně na její Katedře fyziologie a biochemie. V únoru 2014 se stal proděkanem fakulty pro vnitřní záležitosti a rozvoj.
V říjnu 2016 se habilitoval v oboru kinantropologie. V únoru 2018 navázal ne své působení ve funkci proděkana pro vnitřní záležitosti, když se stal proděkanem fakulty pro vědecko-výzkumnou činnost, doktorské studium a rigorózní řízení. V únoru 2022 se pak sám stal děkanem fakulty, když ve funkci nahradil Evu Kohlíkovou.
Miroslav Petr je mj. členem Národní rady pro sport při Národní sportovní agentuře nebo členem expertní skupiny zabývajícím se pohybem a zdravým životním stylem při Hospodářské komoře České republiky. V rámci své odborné činnosti se zabývá problematikou genetiky a sportovních fenotypů, výživou sportovců nebo fyziologií při tělesném cvičení.